# 20 km marcha
20 km Marcha (pt/pt)  ou Marcha de 20 km (pt/br) é uma modalidade do atletismo disputada por homens e mulheres, em ruas e estradas, na distância de 20 quilômetros. Os atletas precisam manter contato permanente com o chão e a perna de apoio deve permanecer reta até que a perna que se levanta e perde contato com o solo para dar o passo, a ultrapasse.
Os principais eventos globais onde os 20 km de marcha são disputados são os Jogos Olímpicos, o Campeonato Mundial de Atletismo e o IAAF Race Walking Challenge, circuito mundial anual de provas da marcha atlética ao redor do mundo organizado pela Federação Internacional de Atletismo – IAAF.
Os atuais campeões olímpicos da prova  são Brian Daniel Pintado do Equador e Yang Jiayu da China e os campeões mundiais são os espanhóis Álvaro Martin e Maria Pérez. Os recordes mundiais são 1:16:36 do japonês Yusuke Suzuki no masculino e 1:23:49 da chinesa Yang Jiayu, no feminino.

## História
A marcha atlética foi uma criação britânica, dos séculos XVIII e XIX, onde os chamados footman cobriam grandes distâncias utilizando esta técnica. Entretanto, o homem que criou a modalidade como é conhecida hoje foi o norte-americano Edward Payson Wetson, que passou a maior parte da sua vida atravessando o continente americano marchando. Foi introduzida nos Jogos Olímpicos em Londres 1908, nas distâncias de 3500 m e 10 milhas, com alterações constantes nas distâncias percorridas de lá para cá.
A prova nesta distância de 20 km foi introduzida para homens nos Jogos Olímpicos de Melbourne 1956, onde participaram 21 atletas de 10 países e para mulheres, a única distância em que é disputada no feminino,  em Sydney 2000. 
No Brasil, o primeiro recorde conhecido desta modalidade é o do marchador Ricardo Nuske, 1:41:12, registrado em São Bernardo do Campo, São Paulo, apenas em 1973.

## Recordes
De acordo com a World Athletics.
Homens
| Recorde          | Tempo   | Atleta              | País  | Data              | Local        |
| Recorde mundial  | 1:16:10 | Toshikazu Yamanishi | Japão | 16 fevereiro 2025 | Kobe         |
| Recorde olímpico | 1:18:46 | Chen Ding           | China | 4 agosto 2012     | Londres 2012 |

Mulheres
| Recorde          | Tempo   | Atleta         | País  | Data           | Local        |
| Recorde mundial  | 1:23:49 | Yang Jiayu     | China | 20 março 2021  | Huangshan    |
| Recorde olímpico | 1:25:16 | Qieyang Shijie | China | 11 agosto 2012 | Londres 2012 |

## Melhores marcas mundiais
As marcas abaixo são de acordo com a World Athletics.

### Homens
| Posição | Tempo   | Atleta              | País    | Data              | Local     |
| ------- | ------- | ------------------- | ------- | ----------------- | --------- |
| 1       | 1:16:10 | Toshikazu Yamanishi | Japão   | 16 fevereiro 2025 | Kobe      |
| 2       | 1:16:36 | Yusuke Suzuki       | Japão   | 15 março 2015     | Nomi      |
| 3       | 1:16:43 | Sergei Morozov      | Rússia  | 8 junho 2008      | Saransk   |
| 4       | 1:16:51 | Koki Ikeda          | Japão   | 18 fevereiro 2024 | Kobe      |
| 5       | 1:16:54 | Kaihua Wang         | China   | 20 março 2021     | Huangshan |
| 6       | 1:17:02 | Yohann Diniz        | França  | 8 março 2015      | Arles     |
| 7       | 1:17:15 | Toshikazu Yamanishi | Japão   | 17 março 2019     | Nomi      |
| 8       | 1:17:16 | Vladimir Kanaykin   | Rússia  | 29 setembro 2007  | Saransk   |
| 9       | 1:17:20 | Toshikazu Yamanishi | Japão   | 21 fevereiro 2021 | Kobe      |
| 10      | 1:17:21 | Jefferson Perez     | Equador | 23 agosto 2003    | Paris     |

### Mulheres
| Posição | Tempo   | Atleta              | País   | Data              | Local      |
| ------- | ------- | ------------------- | ------ | ----------------- | ---------- |
| 1       | 1:23:39 | Elena Lashmanova    | Rússia | 9 junho 2018      | Cheboksary |
| 2       | 1:23:49 | Yang Jiayu          | China  | 20 março 2021     | Huangshan  |
| 3       | 1:24:27 | Liu Hong            | China  | 20 março 2021     | Huangshan  |
| 4       | 1:24:31 | Elena Lashmanova    | Rússia | 18 fevereiro 2019 | Sochi      |
| 4       | 1:24:31 | Elvira Chepareva    | Rússia | 27 fevereiro 2024 | Sochi      |
| 6       | 1:24:38 | Liu Hong            | China  | 6 junho 2015      | La Coruña  |
| 7       | 1:24:45 | Qieyang Shijie      | China  | 20 março 2021     | Huangshan  |
| 8       | 1:24:47 | Elmira Alembekova   | Rússia | 27 fevereiro 2015 | Sochi      |
| 8       | 1:24:47 | Reykhan Kagramanova | Rússia | 27 fevereiro 2024 | Sochi      |
| 10      | 1:24:50 | Olimpiada Ivanova   | Rússia | 4 março 2001      | Adler      |

- A marca de Elena Lashmanova - 1:23:39 -  conquistada durante o campeonato nacional russo de 2018, foi validada mas não reconhecida oficialmente pela IAAF como novo recorde, devido à não-existência de um mínimo de três juízes internacionais durante a prova, o que é necessário pelas regras da Federação Internacional de Atletismo para a validação de um recorde mundial.[6] O recorde mundial atual pertence à chinesa Yang Jiayu, dona da segunda melhor marca - 1:23:49 - conquistada em março de 2021, na seletiva chinesa para os Jogos de Tóquio 2020.[7]

## Melhores marcas olímpicas
As marcas abaixo são de acordo com o Comitê Olímpico Internacional – COI.

### Homens
| Posição | Tempo   | Atleta               | País      | Medalha | Local        |
| ------- | ------- | -------------------- | --------- | ------- | ------------ |
| 1       | 1:18:46 | Chen Ding            | China     | ouro    | Londres 2012 |
| 2       | 1:18:55 | Brian Daniel Pintado | Equador   | ouro    | Paris 2024   |
| 3       | 1:18:57 | Erick Barrondo       | Guatemala | prata   | Londres 2012 |
| 4       | 1:18:59 | Robert Korzeniowski  | Polónia   | ouro    | Sydney 2000  |
| 5       | 1:19:01 | Valeriy Borchin      | Rússia    | ouro    | Pequim 2008  |
| 6       | 1:19:03 | Noé Hernández        | México    | prata   | Sydney 2000  |
| 7       | 1:19:09 | Caio Bonfim          | Brasil    | prata   | Paris 2024   |
| 8       | 1:19:11 | Álvaro Martín        | Espanha   | bronze  | Paris 2024   |
| 9       | 1:19:12 | Massimo Stano        | Itália    |         | Paris 2024   |
| 10      | 1:19:14 | Whang Zen            | China     | ouro    | Rio 2016     |

### Mulheres
| Posição | Tempo   | Atleta          | País      | Medalha | Local        |
| ------- | ------- | --------------- | --------- | ------- | ------------ |
| 1       | 1:25:16 | Qieyang Shijie  | China     | ouro    | Londres 2012 |
| 2       | 1:25:54 | Yang Jiayu      | China     | ouro    | Paris 2024   |
| 3       | 1:26:00 | Liu Hong        | China     | prata   | Londres 2012 |
| 4       | 1:26:19 | Maria Pérez     | Espanha   | prata   | Paris 2024   |
| 5       | 1:26:25 | Jemima Montag   | Austrália | bronze  | Paris 2024   |
| 6       | 1:26:31 | Olga Kaniskina  | Rússia    | ouro    | Pequim 2008  |
| 7       | 1:27:03 | Sandra Arenas   | Colômbia  |         | Paris 2024   |
| 8       | 1:27:07 | Kjersti Plätzer | Noruega   | prata   | Pequim 2008  |
| 9       | 1:27:10 | Lu Xiuzhi       | China     | bronze  | Londres 2012 |
| 10      | 1:27:12 | Elisa Rigaudo   | Itália    | bronze  | Pequim 2008  |

## Marcas da lusofonia
| País                | Masculino | Atleta         | Ano  | Local      | Feminino | Atleta             | Ano  | Local     |          |
| Brasil              | 1:17:47   | Caio Bonfim    | 2023 | Budapeste  | 1.26.59  | Érica de Sena      | 2017 | Londres   | [ 9 ]    |
| Portugal            | 1:20:09   | João Vieira    | 2006 | Gotemburgo | 1.27.46  | Ana Cabecinha      | 2008 | Pequim    | [ 10 ]   |
| São Tomé e Príncipe | 1:44:12   | Sidney Santos  | 2017 | Leiria     | 2:04.06  | Fumilay da Fonseca | 2004 | Brazavile | :652,789 |
| Cabo Verde          | 1:57:45   | Nilson Tavares | 2011 | Maputo     |          | sem registro       |      |           | :651     |